# Meimão
Meimão is een plaats (freguesia) in de Portugese gemeente Penamacor en telt 347 inwoners (2001).